# Апостольский нунций на Кипре
Апостольский нунций в Республике Кипр — дипломатический представитель Святого Престола на Кипре. Данный дипломатический пост занимает церковно-дипломатический представитель Ватикана в ранге посла. Апостольская нунциатура на Кипре была учреждена на постоянной основе 13 февраля 1973 год.
В настоящее время Апостольским нунцием на Кипре является архиепископ Джованни Пьетро Даль Тозо, назначенный Папой Франциском 17 февраля 2023 года.

## История
11 февраля 1948 года, бреве Supremi Pastoris Папа Пий XII учредил Апостольскую делегатуру Палестины, Трансиордании и Кипра.
Апостольская нунциатура на Кипре была учреждена 13 февраля 1973 года, бреве Id semper fuit папы римского Павла VI. Апостольский нунций не имеет официальной резиденции на Кипре, в его столице Никосии и является апостольским нунцием по совместительству, эпизодически навещая страну. Резиденцией апостольского нунция на Кипре является Иерусалим — столица Израиля.

## Апостольские нунции на Кипре
- Пио Лаги — (28 мая 1973 — 27 апреля 1974 — назначен апостольским нунцием в Аргентине);
- Уильям Акин Карью — (10 мая 1974 — 30 августа 1983 — назначен апостольским про-нунцием в Японии);
- Карло Курис — (4 февраля 1984 — 28 марта 1990 — назначен апостольским про-нунцием в Канаде);
- Андреа Кордеро Ланца ди Монтедземоло — (28 мая 1990 — 7 марта 1998);
- Пьетро Самби — (6 июня 1998 — 17 декабря 2005 — назначен апостольским нунцием в США);
- Антонио Франко — (21 января 2006 — 18 августа 2012, в отставке);
- Джузеппе Ладзаротто — (30 августа 2012 — 28 августа 2017, в отставке);
- Леопольдо Джирелли — (15 сентября 2017 — 13 марта 2021 — назначен апостольским нунцием в Индии);
- Адольфо Тито Ильяна — (3 июня 2021 — 17 февраля 2023, в отставке);
- Джованни Пьетро Даль Тозо — (17 февраля 2023 года — по настоящее время).